# ジェームズ・ビドル

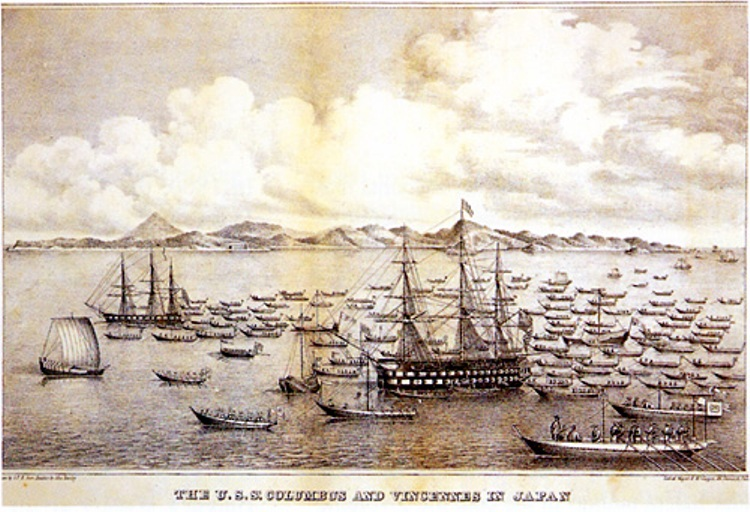
浦賀におけるコロンバスとビンセンス

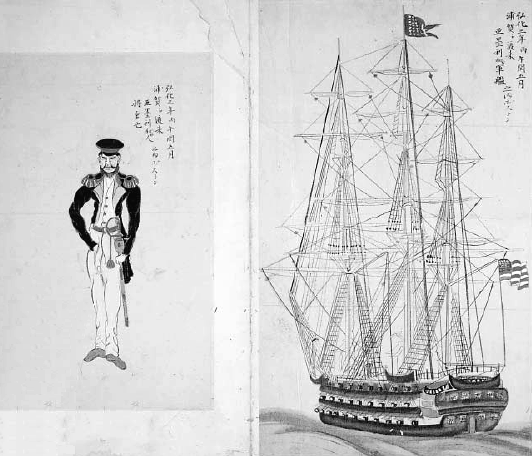
日本の画家が描いたビンセンスとその乗組員

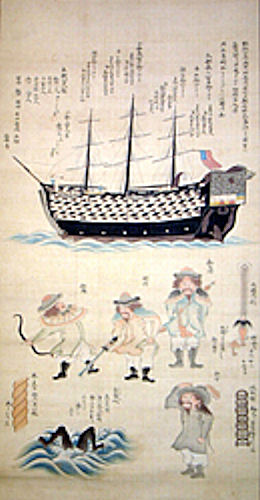
日本から見たアメリカ海軍

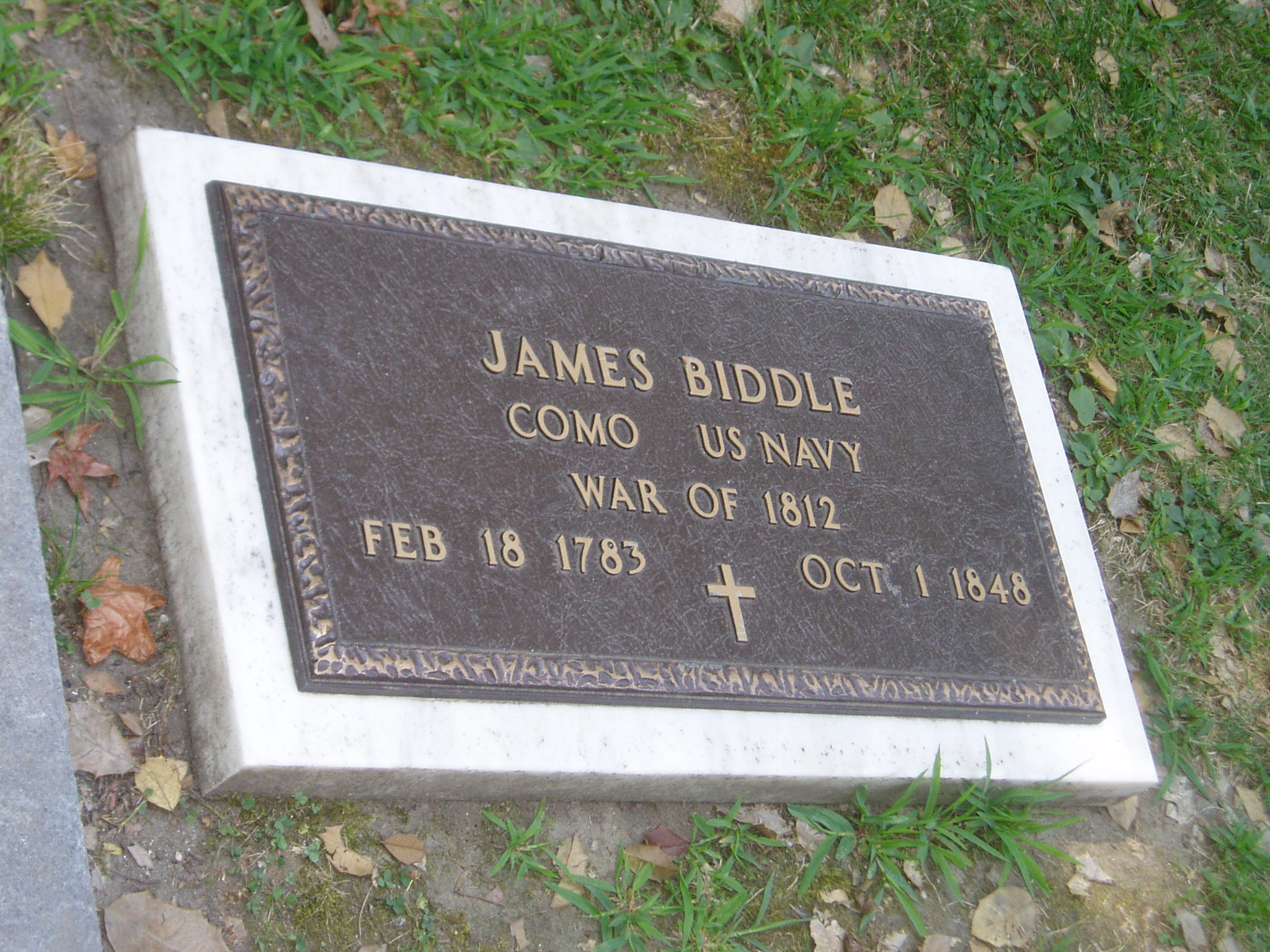
フィラデルフィアにあるビドルの墓

- ジェームズ・ビドル
- ジェームズ・ビッドル[1][2][注釈 1]

ジェームズ・ビドル（英: James Biddle、1783年2月18日 - 1848年10月1日）は、フィラデルフィアの名門出身のアメリカ海軍の士官。東インド艦隊司令長官として浦賀に来航し、アメリカ合衆国として初めて公式に日本と開国交渉を行った。ビッドルと呼ぶ場合もある。

## 青年時の経歴
米国ペンシルベニア州フィラデルフィア生まれ。ペンシルベニア大学に進んだ。大学卒業後の1800年、士官候補生としてアメリカ海軍に入った。1801年、第一次バーバリ戦争に従軍。ビドルが乗艦していた帆走フリゲート・フィラデルフィアはトリポリ沖で座礁、19ヶ月間の捕虜生活を送った。
米英戦争（1812年〜1815年）開始時、ビドルは帆走戦闘スループ・ワスプの副艦長であった。イギリス艦・フローリックを捕獲したが、奪回され、捕虜となった。釈放後、戦闘スループ・ホーネットを指揮して、英国海軍のスループ・ペンギンと交戦した。
1817年にはイギリスとのオレゴン係争のためコロンビア川に派遣され、1818年に任務を完了した。
1820年代には、カリブ海、南大西洋および地中海でアメリカ船保護の任務に就いた。
1830年、ビドルと米国領事デビッド・オフリーはオスマン帝国政府と交渉を行い、条約の締結に成功した。後に、この条約はオスマン帝国における米国市民の治外法権特権に使用された。

## 望厦条約、1845年
1845年12月、ビドルは米国が清と結んだ最初の条約である望厦条約 の批准書の交換を広郊外の泮塘で行った。

## 日本、1846年
ビドルは、ジョン・カルフーン国務長官から清滞在中のケイレブ・クッシング公使に対する、日本との外交折衝を開始する旨の指令書を持っていた。しかし、クッシングはすでに帰国した後だった。また、彼の後任であるアレクサンダー・エバレット（Alexander H. Everett）は、日本への航海に耐えうる健康状態では無かった。このため、ビドルは自身で日本との交渉を行うことを決意した。
1846年7月7日、ビドルは戦列艦・コロンバスおよび戦闘スループ・ビンセンスを率いて、日本に向かってマカオを出港し、7月19日（弘化3年（1846年）閏5月26日）に浦賀に入港した。直ちに日本の船が両艦を取り囲み、上陸は許されなかった。ビドルは望厦条約と同様の条約を日本と締結したい旨を伝えた。数日後、日本の小舟がコロンバスに近づき、幕府からの正式の回答を伝えるために、日本船に乗り移って欲しいと申し出た。ビドルは躊躇したものの、同意した。ビドルが日本船に乗り込もうとしたとき、通訳の手違いから、護衛していた侍の一人の指示を誤解したピドルは押し戻され、侍が刀を抜くという事態が発生した。ビドルはコロンバスに戻り、日本側は謝罪した。結局、幕府からの回答は、オランダ以外との通商を行わず、また外交関係の全ては長崎で行うため、そちらに回航して欲しいというものであった。ビドルは「辛抱強く、敵愾心や米国への不信感を煽ること無く」交渉することが求められていたため、それ以上の交渉を中止し、7月29日（6月7日）、両艦は浦賀を出港した。その際、帆船のため、風が無く浦賀から出られなくなるという事態に陥り、曳航してもらったという事態も起きたことがある。なお、ビドルが来訪するであろうことは、その年のオランダ風説書にて日本側には知らされていた。
ビドルはコロンバスを率いて太平洋を横断し、12月にはチリのバルパライソに到着した。米墨戦争の勃発に伴い、翌1847年3月2日にはカリフォルニアのモントレー沖に移動した。そこで、太平洋艦隊と合流し、先任であったビドルは太平洋艦隊の司令官となった。
1848年10月1日、ビドルはフィラデルフィアで死亡し、同地にある米国聖公会のクライスト・チャーチ墓地に埋葬された。
1853年、マシュー・ペリーは日本の開国に成功する。ペリーはビドルの失敗を研究し、砲艦外交によって日本を開国させたのである。